# Деј Викари
Деј Викари је насеље у Италији у округу Калтанисета, региону Сицилија.
Према процени из 2011. у насељу је живело 201 становника. Насеље се налази на надморској висини од 727 м.